# Provincia de Shusha
La provincia de Shusha (en armenio: Շուշի) fue una provincia de la autoproclamada República de Artsaj, que formaba parte de jure de la República de Azerbaiyán. La provincia tenía 7 comunidades de las cuales 1 se consideraba urbana y 6 son rurales. La ciudad de Shusha y Karintak fueron capturadas por el ejército de Azerbaiyán después de la Batalla de Shusha en la segunda guerra del Alto Karabaj.

## Historia

### Período soviético
La provincia de Shusha ocupó la parte suroeste del Óblast autónomo del Alto Karabaj, en la parte central de la cordillera de Karabaj. Era la región más pequeña de la región է ocupaba 0,3 mil metros cuadrados. Si el fondo de tierra de la provincia en 1988 era de aproximadamente 30 mil hectáreas, de las cuales tierras cultivables - 3,7 mil hectáreas, jardines - 103 hectáreas, pastizales - 330 hectáreas, pastos - 16,7 mil hectáreas, bosques - 8,3 mil hectáreas. Luego en 2016 Según los datos, las tierras agrícolas de la región de Shushi comprendían 12484,83 ha, de las cuales 133,0 ha eran tierras arables, 26,80 ha eran plantaciones perennes, 548,56 ha eran pastizales, 11188,15 ha eran pastos և 588,34 ha eran otras tierras. La rama principal de la agricultura fue la cría de ganado. Había empresas industriales en la aldea de Shushi և Karin Tak. 1987 Según los datos, había 27 asentamientos rurales rural 1 urbanos en la región de Shushi. Entre los asentamientos rurales se encontraban Karin Tak, Mets Shen, Hin Shen, Ten Verst, Lisagor, Kanach Talan, Mets և Pokr Kherkhanner, Khalfali, Jaybalu, Shrlan, Mali Beylu, Nabilar, etc. La mayoría de las aldeas antes mencionadas habitadas por extranjeros tenían 5-7 casas.

## Ubicación y clima
Shusha se encontraba en una pequeña meseta en las estribaciones orientales de la cordillera de Karabaj, a una altitud de 1350-1500 m sobre el nivel del mar. En general, Shusha se caracterizaba por condiciones climáticas suaves. La temperatura media del aire en julio era de +19 °C y en enero de -1,5 °C. El clima templado, el aire limpio de la montaña, la belleza de los alrededores y los recursos hídricos minerales hacían de Shusha un centro turístico, de descanso.

## Sitios de interés
- Shusha, su comunidad más grande.
- "La roca" de Shushi, debajo de la cual se encontraba el pueblo de Karin Tak (Քարին Տակ; Bajo la Roca). "La roca" es histórica en la historia armenia, ya que fue desde allí donde los combatientes armenios tendieron una emboscada al ejército de Azerbaiyán que estaba retenido en Shushi durante la primera guerra del Alto Karabaj.
- Catedral de Ghazanchetsots, 1868-1887.
- Monumento al Tanque Shusha.
- La iglesia de Kanatch Zham (Կանաչ Ժամ եկեղեցի), 1847.[4]